# Moses (1974)
Moses (Originaltitel: Mosè) ist ein mehrteiliger Fernsehfilm aus dem Jahr 1974 und erzählt die Lebensgeschichte von Moses, dem Mann, der das Volk Israel aus der ägyptischen Sklaverei führte und den Menschen am Berg Sinai die Zehn Gebote überbrachte. Sie wurde sowohl zu einem Fernsehfilm als auch in einer längeren Fassung zu einer Miniserie produziert.
Die italienische Erstausstrahlung fand im November 1974 statt; die amerikanische Erstausstrahlung der als sechsteilige Miniserie à 50 Minuten angelegten Fassung fand am 26. März 1976 statt, die deutsche erfolgte am 28. Oktober 1976.

## Handlung
Seit Generationen leben die Nachfahren der zu Zeiten Josefs eingewanderten Israeliten in Ägypten, sie sind fruchtbar und mehren sich. Pharao Ramses II., besorgt, dass die Israeliten zu viele werden, versklavt das Volk zunächst und lässt in einem zweiten Schritt ihre neugeborenen Söhne im Nil zu ertränken. Der neugeborene Sohn von Amram und Jochebed überlebt, da seine Schwester Mirjam ihn in einen Weidenkorb vor den Soldaten des Pharaos versteckt und im Nil aussetzt, wo ihn des Pharaos Tochter findet. Die Prinzessin gibt dem Kind den Namen Moses und zieht ihn als ihren Sohn im Palast auf. Rund zwanzig Jahre später wird Moses mit der Sklaverei der Israeliten konfrontiert und tötet unbeabsichtigt einen ägyptischen Aufseher, woraufhin er – seiner wahren israelischen Identität enthüllt – nach einem kurzen Zusammentreffen mit seiner Familie, vor den Ägyptern in die Wüste des Sinai fliehen muss.
Dort findet er Zuflucht beim Nomadenstamm des Jitro und heiratet dessen Tochter Zippora, die den gemeinsamen Sohn Gersom gebärt. Moses arbeitet als Schafhirte für Jitro. Viele Jahre sind vergangen, als Moses eines Tages ein brennender Dornstrauch erscheint und er die Stimme Gottes hört, der ihn auffordert das Volk Israel aus der Sklaverei in Ägypten hinaus in das den Israeliten verheißene Land Kanaan zu bringen. Moses folgt den Anweisungen und kehrt nach Ägypten zurück, wo er unterstützt von seinem Bruder Aaron den neuen Pharao Merenptah auffordert, die Israeliten ziehen zu lassen. Als dieser sich wiederholt weigert, kommen die zehn Plagen über das Land, woraufhin der Pharao die Israeliten schließlich ziehen lässt, sie später jedoch verfolgt, woraufhin es zur Teilung des Roten Meeres kommt und den Israeliten die Flucht gelingt.
Den Ägyptern entkommen wird für die im fruchtbaren Ägypten lebenden Israeliten der Marsch und das Leben in der Wüste des Sinai zu einer neuen Herausforderung. Hunger, Durst, Entbehrung und die Gewalt verfeindeter Völker wie der Amalekiter sorgen für zunehmende Unruhe und Widerstand beim Volk gegenüber Moses. Als dieser lange auf dem Berg Sinai verweilt, wo Gott ihm die Zehn Gebote eingibt, kommt es zu Unruhen, die Aaron dazu bewegen das Bild des Goldenen Kalbs herzustellen, was die Situation jedoch nur verschlimmert. Als Moses zurückkehrt, geht er mit harten Maßnahmen gegen die Übeltäter vor, ohne aber Dathan, den eigentlichen Strippenzieher, zur Rechenschaft zu ziehen. Angesichts der Herausforderungen, die mit einem Einfall in das bereits von anderen Völkern besiedelte Kanaan eingehen würden, bricht die Unruhe erneut aus und die Oppositionsbewegung unter Dathan will nach Ägypten zurückkehren – durch göttliche Strafe wird dies verhindert.
Die Israeliten verbleiben vierzig Jahre in der Wüste des Sinai und des Negev, ehe sie schließlich den Jordan überschreiten und unter Führung von Josua ins Land Kanaan einziehen. Moses erlebt dies nicht mehr, er stirbt unmittelbar bevor die Israeliten den Jordan überschreiten.

## Hintergrund
Von den Produzenten von Jesus von Nazareth entstand dieser Monumentalfilm, der Realismus, Bibeltreue und Neuinterpretationen gleichermaßen zulässt.
Der Film entstand an Originalschauplätzen in Israel und zusätzlich in Marokko.
Burt Lancasters 28-jähriger Sohn William Lancaster spielt in diesem Film den jungen Moses.
Die ungekürzte Fassung (360 Minuten) erschien ebenso auf Video (jedoch nicht in deutscher Fassung) wie 1993 die stark gekürzte Version (136 Minuten).

## Rezensionen
„Was die filmische Realisierung des Dornbusches, der Plagen, den Durchzug durch das Rote Meer usw. anbelangt, ist das derart primitiv gemacht, daß man meint, die Tricktechnik stecke noch in den Kinderschuhen.“

„Moses ist, wie andere biblische Epen zuvor, ein aktionsorientiertes Abenteuer-Garn.“

Das Lexikon des Internationalen Films bemängelt die „veraltete und in der Machart provinzielle Verfilmung, die alttestamentliche Geschehnisse auf bunte Abenteuerlichkeit reduziert.“

## Synchronisation
Die folgenden Synchronsprecher kommen in der Fernsehserie vor:
- Moses: Wolfgang Kieling
- Aaron: Gert Günther Hoffmann
- Miriam: Eleonore Noelle
- Zippora: Karin Kernke
- Dathan: Erich Ebert
- Josua: Michael Brennicke
- Eliseba: Helga Trümper
- Jitro: Erik Jelde
- Der junge Moses: Elmar Wepper
- Pharao Mernefta: Gerd Böckmann
- Pharao Ramses: Wolfgang Büttner
- Kaleb: Leon Rainer
- Korah: Fred Klaus
- Amram: Lambert Hamel
- Magier: Christian Marschall
- Merneftas Lehrmeister: Horst Naumann
- Erzähler: Lothar Blumhagen
- Gottes Stimme: Peter Pasetti

Die folgenden Synchronsprecher kommen im Fernsehfilm vor:
- Moses: Arnold Marquis
- Aaron: Edgar Ott
- Miriam: Dagmar Altrichter
- Zippora: Beate Hasenau
- Dathan: Joachim Nottke
- Eliseba: Bettina Schön
- Jitro: Martin Hirthe
- Der junge Moses: Thomas Danneberg
- Pharao Mernefta: Randolf Kronberg
- Prinzessin Bithia: Ursula Heyer
- Gottes Stimme: Ernst Wilhelm Borchert
- Pharao Ramses: Wolfgang Lukschy
- Magier: Helmut Heyne
- Korah: Friedrich G. Beckhaus
- Eleasar: Claus Jurichs
- Merneftas Lehrmeister: Joachim Kemmer